# Dolans Bay (Ort)
Dolans Bay ist ein Vorort im Süden der Metropole Sydney, im Bundesstaat New South Wales, Australien, der sich 26 km südlich des Sydney central business district befindet und im Verwaltungsgebiet des Sutherland Shire liegt. Bei der Volkszählung 2021 lebten 699 Menschen in Dolans Bay.
Dolans Bay liegt an der Nordküste des Port-Hacking-Mündungsgebiets. Der Vorort ist nach der kleinen Bucht Dolans Bay am Rand der Burraneer Bay benannt. Häuser überblicken die Bucht, und einige reihen sich direkt am Wasser, zusammen mit Bootshäusern. Boote liegen in der Bucht vor Anker, die Schutz vor südlichen Winden bietet. Die Burraneer Bay verfügt über eine private Marina und eine Slipanlage mit vollständigen Reparatureinrichtungen.

## Geschichte
Dolans Bay wurde nach einem Landbesitzer in der Gegend, Patrick Dolan und/oder seinem Sohn Dominick Dolan, benannt. Patrick erwarb 1856 etwa 286 Morgen Land, das an die Bucht angrenzte. Im Jahr 1858 zahlten Mary und Andrew Webster 108 Pfund und 15 Schillinge sowie eine jährliche Quitmiete in Form von Pfefferkörnern für ihr Land in dieser Gegend. Die Websters verkauften ihr Land 1863 an Dominick Dolan.
Im Jahr 1927 wurden 30 Parzellen des „Port Hacking Seymour Estate“ zur Versteigerung am 9. April von den Auktionatoren C. Monro Ltd. angeboten. Ein Steinbungalow wurde ebenfalls auf einem der Grundstücke zum Verkauf angeboten.